# Karf-e Soflá
Karf-e Soflá (persiska: كرف سفلى) är en ort i Iran.   Den ligger i provinsen Chahar Mahal och Bakhtiari, i den centrala delen av landet, 500 km söder om huvudstaden Teheran. Karf-e Soflá ligger 1 493 meter över havet och antalet invånare är 126.
Terrängen runt Karf-e Soflá är huvudsakligen kuperad. Karf-e Soflá ligger nere i en dal. Runt Karf-e Soflá är det ganska glesbefolkat, med 38 invånare per kvadratkilometer. Närmaste större samhälle är Lordegān, 11,7 km öster om Karf-e Soflá. Omgivningarna runt Karf-e Soflá är i huvudsak ett öppet busklandskap.